# Журбій Олександр Петрович
Олександр Петрович Журбі́́й (26 травня 1926, Велика Багачка — 7 квітня 2005, Полтава) — український живописець і педагог; член Спілки радянських художників України з 1962 року.

## Біографія
Народився 26 травня 1926 року в селі Великій Багачці (нині селище Миргородського району Полтавської області, Україна). Упродовж 1944—1949 років навчався в Харківському художньому училищі; у 1949—1955 роках — у Харківському художньому інституті у Йосипа Карася, Олександра Любимського. Дипломна робота — картина «Далі Полтавщини» (керівник Сергій Бесєдін).
Протягом 1955—1959 років викладав у Полтавському інституті інженерів сільськогосподарського будівництва, одночасно у 1956 році — у студії образотворчого мистецтва при Полтавському обласному Будинку народної творчості. Протягом 1960—1986 років працював у Полтавському обласному товаристві художників, художньо-виробничих майстернях і художньо-виробничому комбінаті, де виконував обов'язки головного художника, одночасно у 1960–1970-х роках викладав у художній студії при Палаці культури залізничників. 1962 року став засновником і першим директором Полтавської дитячої художньої школи.
Мешкав у Полтаві в будинку на площі Калініна, № 22, квартира № 21 та у будинку на вулиці Ватутіна, № 21, квартира № 46. Помер у Полтаві 7 квітня 2005 року.

## Творчість
Працював у галузі станкового живопису, створював тематичні композиції, пейзажі, портрети. Серед робіт:
- «Ставок» (1953);
- «Далі Полтавщини» (1955);
- «Заповідний степ — Асканія-Нова» (1955—1956);
- «Бутова гора» (1956, Полтавський краєзнавчий музей);
- «Вечір на Ворсклі» (1957);
- «Річка Псьол» (1958);
- «Хлібне поле» (1959);
- «Опівдні» (1960);
- «Вечірня тиша» (1961);
- «Сутінки під Миргородом» (1963);
- «У новій квартирі» (1963);
- «Ти, конику вороний» (1967);
- «Хлібороби» (1969);
- «На трасі» (1970);
- «Дорогами Полтавщини» (1971);
- «Першотравневий проспект» (1973);
- «Сонячний день» (1974);
- «Мій край рідний» (1975);
- «Будівники доріг» (1980);
- «Травневий день» (1984, Полтавський художній музей)[1];
- «Спогади. Герой Радянського Союзу Кузьма Незолій» (1985);
- «Бурхливий день» (1990, Полтавський художній музей)[1].

Брав участь у виставках обласних у Полтаві з 1955 року, всесоюзних у Москві з 1956 року, республіканських у Києві протягом 1957—1973 років. Персональні виставки відбулися у Полтаві у 1976, 1988 роках, Кременчуці у 1976 році.
Крім згаданих музеїв, роботи художника зберігаються у Державному історико-культурному заповіднику «Поле Полтавської битви» в Полтаві, Миргородському літературно-меморіальному музеї Давида Ґурамішвілі, Великосорочинському літературно-меморіальному музеї Миколи Гоголя.